# Telhado (Fundão)
Telhado ist eine Gemeinde (Freguesia) im portugiesischen Kreis Fundão im Distrikt Castelo Branco. In ihr leben 579 Einwohner (Stand 19. April 2021).
Die 2012 gefundene Stele von Telhado (port. Estela do Telhado) gilt als eine der bedeutenden Stelen der Iberischen Halbinsel. 